# Тихонцов, Евгений Павлович
Евгений Павлович Тихонцов (бел. Яўген Паўлавіч Ціханцоў; род. 4 ноября 1998 года) — белорусский тяжелоатлет, бронзовый призёр летних Олимпийских игр 2024 года, трёхкратный чемпион Европы (2019, 2024, 2025), чемпион мира (2019) по тяжёлой атлетике, серебряный призёр чемпионата мира среди молодёжи 2017 года.

## Спортивная карьера
На чемпионате мира 2017 года среди молодёжи в Токио Евгений Тихонцов по итогам соревнований занял 2-е место с общей суммой 378 кг в весовой категории до 94 кг и стал серебряным призёром юниорского первенства мира.
На летней Универсиаде 2017 года в Тайбэе занял итоговое шестое место в весовой категории до 94 кг, набрав общую сумму 368 кг.
На чемпионате Европы 2017 года среди молодёжи стал обладателем серебряной медали с общей суммой 368 кг.
В начале ноября 2018 года на чемпионате мира в Ашхабаде в весовой категории до 96 кг завоевал малую бронзовую медаль в упражнение рывок, подняв штангу весом 180 кг. В итоговом протоколе стал четвёртым не добрав до абсолютной бронзовой медали один килограмм.
На чемпионате Европы 2019 года в Батуми завоевал титул европейского чемпиона, зафиксировав общий вес по сумме двух упражнений 400 кг. Также победил в отдельных упражнениях (рывок — 178 кг, толчок — 222 кг).
В сентябре 2019 года на чемпионате мира в Паттайе, выступая в весе 102 кг, завоевал золото в сумме с результатом 398 кг (180 кг+218 кг), победив Чжин Юнсена из Южной Кореи.
В Саудовской Аравии, где состоялся Чемпионат мира по тяжёлой атлетике 2023 года, в категории до 102 кг завоевал бронзовую медаль чемпионата мира с результатом 394 кг по сумме двух упражнений. Малая золотая медаль в рывке также досталась ему (183 кг).
В феврале 2024 года на чемпионате Европы в Софии завоевал золотую медаль по сумме двух упражнений с результатом 398 кг. В упражнении «толчок» стал первым (217 кг), а в упражнении «рывок» был вторым (181 кг).
На летних Олимпийских играх в Париже в 2024 году в категории до 102 кг завоевал бронзовую медаль с результатом по сумме двух упражнений — 402 кг (183+219), что на 4 кг меньше, чем у олимпийского чемпиона Лю Хуаньхуа.
На чемпионате Европы 2025 года в Кишинёве завоевал золотую медаль в весовой категории до 102 кг с итоговым результатом 399 кг. В упражнениях «рывок» и «толчок» стал победителем. 

## Награды и звания
- Медаль «За трудовые заслуги» (2024)[5].
- Звание «Гомельчанин года» в номинации «На вершине Олимпа» (2024, Гомель). Имя занесено на городскую Доску почёта (12.09.2024).
- Почётная грамота Гомельского облисполкома (06.11.2024) — за достижения высоких показателей в спорте, большой личный вклад в развитие физкультуры и спорта в Гомельской области[6].